# Championnats du monde de triathlon longue distance 2007
Les Championnats du monde de triathlon longue distance 2007 présentent les résultats des championnats mondiaux longue distance de triathlon en 2007 organisés par la fédération internationale de triathlon.
Ces 14e championnats se sont déroulés à Lorient en France le 15 juillet 2007.

## Distances
| Distances course (kilomètres) | Distances course (kilomètres) | Distances course (kilomètres) |
| Natation                      | Vélo                          | Course à pied                 |
| ----------------------------- | ----------------------------- | ----------------------------- |
| 3                             | 80                            | 20                            |

## Résultats

### Homme
| Rang   | Athlète            | Pays     | Temps           |
| ------ | ------------------ | -------- | --------------- |
| Or     | Julien Loy         | France   | 3 h 30 min 11 s |
| Argent | Xavier Le Floch    | France   | 3 h 36 min 19 s |
| Bronze | Sébastien Berlier  | France   | 3 h 36 min 41 s |
| 4      | Torbjørn Sindballe | Danemark | 3 h 37 min 09 s |
| 5      | Hervé Faure        | France   | 3 h 37 min 28 s |
| 6      | Olivier Marceau    | Suisse   | 3 h 38 min 31 s |
| 7      | Jimmy Johnsen      | Danemark | 3 h 38 min 36 s |
| 8      | Gabriele Pertusati | Italie   | 3 h 39 min 01 s |
| 9      | Reinaldo Colucci   | Brésil   | 3 h 39 min 16 s |
| 10     | Patrick Vernay     | France   | 3 h 39 min 21 s |

### Femme
| Rang   | Athlète             | Pays             | Temps           |
| ------ | ------------------- | ---------------- | --------------- |
| Or     | Leanda Cave         | Royaume-Uni      | 4 h 04 min 03 s |
| Argent | Erika Csomor        | Hongrie          | 4 h 05 min 20 s |
| Bronze | Catriona Morrison   | Royaume-Uni      | 4 h 05 min 57 s |
| 4      | Delphine Pelletier  | France           | 4 h 06 min 42 s |
| 5      | Chrissie Wellington | Royaume-Uni      | 4 h 07 min 07 s |
| 6      | Gina Crawford       | Nouvelle-Zélande | 4 h 09 min 29 s |
| 7      | Amy Marsh           | États-Unis       | 4 h 10 min 38 s |
| 8      | Erin Ford           | États-Unis       | 4 h 12 min 07 s |
| 9      | Eva Nováková        | Tchéquie         | 4 h 12 min 32 s |
| 10     | Charlotte Kolters   | Danemark         | 4 h 12 min 50 s |

## Tableau des médailles
| Rang  | Nation      | Or | Argent | Bronze | Total |
| ----- | ----------- | -- | ------ | ------ | ----- |
| 1     | France      | 1  | 1      | 1      | 3     |
| 2     | Royaume-Uni | 1  | 0      | 1      | 2     |
| 3     | Hongrie     | 0  | 1      | 0      | 1     |
| Total | Total       | 2  | 2      | 2      | 6     |